# Tel Šem
Tel Šem (hebrejsky: תל שם, arabsky: Tal eš-Šemam) je pahorek o nadmořské výšce 45 metrů v severním Izraeli.
Leží v západní části zemědělsky využívaného Jizre'elského údolí, cca 14 kilometrů severozápadně od města Afula, na jižním okraji vesnice Kfar Jehošua. Má podobu nevýrazného odlesněného návrší, které vystupuje z okolní rovinaté krajiny. Podél severního okraje pahorku do roku 1948 vedla železniční trať v Jizre'elském údolí, jejíž některé prvky jsou zde dosud zachovány. Z východu pahorek míjí vádí Nachal Nahalal, které nedaleko odtud ústí do řeky Kišon. Dál k východu odtud leží letecká základna Ramat David. Na jihovýchod od Tel Šem leží podobný pahorek Tel Šor.